# Brocklehurst (ort)
Brocklehurst är en ort i Australien. Den ligger i kommunen Dubbo Municipality och delstaten New South Wales, i den sydöstra delen av landet, omkring 300 kilometer nordväst om delstatshuvudstaden Sydney.
Närmaste större samhälle är Dubbo, nära Brocklehurst.
Trakten runt Brocklehurst består till största delen av jordbruksmark. Runt Brocklehurst är det glesbefolkat, med 12 invånare per kvadratkilometer. Genomsnittlig årsnederbörd är 702 millimeter. Den regnigaste månaden är februari, med i genomsnitt 121 mm nederbörd, och den torraste är oktober, med 12 mm nederbörd.